# Dietmar Söllner
Dietmar Söllner (* 15. Februar 1959) ist ein österreichischer Basketballtrainer.

## Laufbahn
Söllner spielte als Jugendlicher Fußball und ab dem 15. Lebensjahr Basketball, schaffte es als Basketballer bis in die 2. Bundesliga.
1986 und 1987 wurde die Damen-Mannschaft des UBC Wels unter Söllner als Trainer österreichischer Vizemeister, er betreute die Mannschaft von 1983 bis 1987. Die Herren von Trodat Wels führte er 1994 und 1995 auf den dritten Rang der Bundesliga-Abschlusstabelle. Von 1996 bis 1999 war Söllner Trainer der BSC Fürstenfeld Panthers (ebenfalls in der Bundesliga), 1999 wurde er als Österreichs Basketballtrainer des Jahres ausgezeichnet, im selben Jahr führte er Fürstenfeld ins Endspiel des nationalen Pokalbewerbs.
Ab 1999 trainierte er die Swans Gmunden in der Bundesliga und blieb bis 2002 im Amt. 2002 kehrte Söllner nach Wels zurück war bis 2005 Trainer beim Bundesligisten WBC. Im Februar 2005 legte er sein Amt nieder.
2008 und 2009 betreute er die österreichische U16-Nationalmannschaft als Cheftrainer bei den B-Europameisterschaftsturnieren. 2008 war Söllner auch Trainer der U20-Auswahl. 2009 war er zusätzlich verantwortlicher Trainer der weiblichen U20-Nationalmannschaft und fuhr mit dem Team zur B-Europameisterschaft. Im Sommer 2011 leitete er die U18-Nationalmannschaft bei der B-EM als Trainer an.
Beim Welser Verein FC Neustadt wurde er Jugendtrainer und Nachwuchskoordinator. 2018 gewann die männliche U14 des Vereins unter Söllner als Trainer den österreichischen Meistertitel.
Im April 2017 wurde ihm das Sportehrenzeichen der Stadt Wels in Gold verliehen.